# Alex Andrew Murray
Alex Andrew Murray (Georgetown, 21 ottobre 1992) è un calciatore guyanese, portiere dei Morvant Caledonia e della nazionale guyanese.

## Carriera

### Club
Ha sempre giocato nel campionato guyanese.

### Nazionale
Nel 2019 viene convocato con la nazionale guyanese per la Gold Cup.